# Pilatus PC-21
Pilatus PC-21 je školski zrakoplov švicarskog proizvođača Pilatusa. Koristi se za osnovnu i naprednu letačku obuku a može izvršavati i COIN zadatke.

## Razvoj
U studenom 1998. Pilatus je počeo sa studijama o izradi nasljednika za PC-9 na kojemu bi se mogla izvoditi osnovna i napredna obuka te bi ujedno bio pouzdaniji, lakši za održavanje i jeftiniji za korištenje. U siječnju 1999. pokrenut je kompletan program. Novi zrakoplov, oznake PC-21, je u osnovni bio potpuno preuređeni i unaprijeđeni PC-9 s poboljšanjima u različitim sustavima te izmjenama u trupu zrakoplova. Za testiranje nekih tehnologija, tijekom razvoja primjenjivan je stariji PC-7 Mark II.

## Dizajn
Iako po vanjskom izgledu, PC-21 u mnogočemu nalikuje na PC-9 Radi se o potpuno novom zrakoplovu. PC-21 pokreće Pratt & Whitney Canada PT6A-68B turboprop motor i vrti Scimitar peterokraki grafitno-kompozitni propeler. Ima i novo strijelasto krilo koje mu omogućuje bolje performanse. Pilot ima HOTAS kontrole, novi stakleni poklopac kabine koji je otporan na sudare s pticama te LCD monitore (i za kadeta i za instruktora)) plus HUD na prednjem sjedalu. Digitalni sustav kontrole leta se može programirati kako bi ograničio preformanse tako da se PC-21 može koristiti za razinu obuke koja je potrebna.
Piloti sjede na Martin-Baker Mark 16L 0-0 sjedalima za katapultiranje u kabini pod pritiskom. Na pet vanjskim spojišta može nositi maksimalno 1.150 kg tereta.

## Povijest korištenja
Prvi PC-21 prototip je prvi put poletio 1. srpnja 2002. testnim pilotom Billom Tyndallom za kontrolama. Potom je uslijedio drugi prototip s prvim letom 7. lipnja 2004., no taj isti je izgubljen u nesreći 13. siječnja 2005. pri čemu je poginuo testni pilot Andy Ramseier. Kasnije su izrađena dodatna dva prototipa a prvi let su imali 2005. i 2006.

2006. Švicarska je naručila šest zrakoplova kako bi zamijenili BAE Hawkove u ulozi naprednog trenera a isporučeni su 3. srpnja 2008. Osim Švicarske, Singapur je naručio 19 zrakoplova, ratno zrakoplovstvo Ujedinjenih Arapskih Emirata već neko vrijeme vrlo ozbiljno razmatra kupnju PC-21 kao zamjenu za svoje Pilatuse PC-7, koji bi ujedno bili i prijelazni tip na njihove mlazne školske avione BAE Systems Hawk Mk 62/102. I Velika Britanija razmatra kupnju 60 aviona kao zamjenu za svoje Short Tucanoe.

## Tehničke karakteristike (Pilatus PC-21)
Osnovne karakteristike
- posada: 2
- dužina: 11,233 m
- raspon krila: 9,108 m
- površina krila: 15,221 m2
- visina: 3,749 m

Letne karakteristike
- najveća brzina: 685 km/h
- dolet: 1.333 km
- brzina penjanja: 1.219 m/min
- najveća visina leta: 11.580 m
- specifično opterećenje krila: 208 kg/m2
- motor: 1 x Pratt & Whitney Canada PT6A-68B